# Pite-Samisch

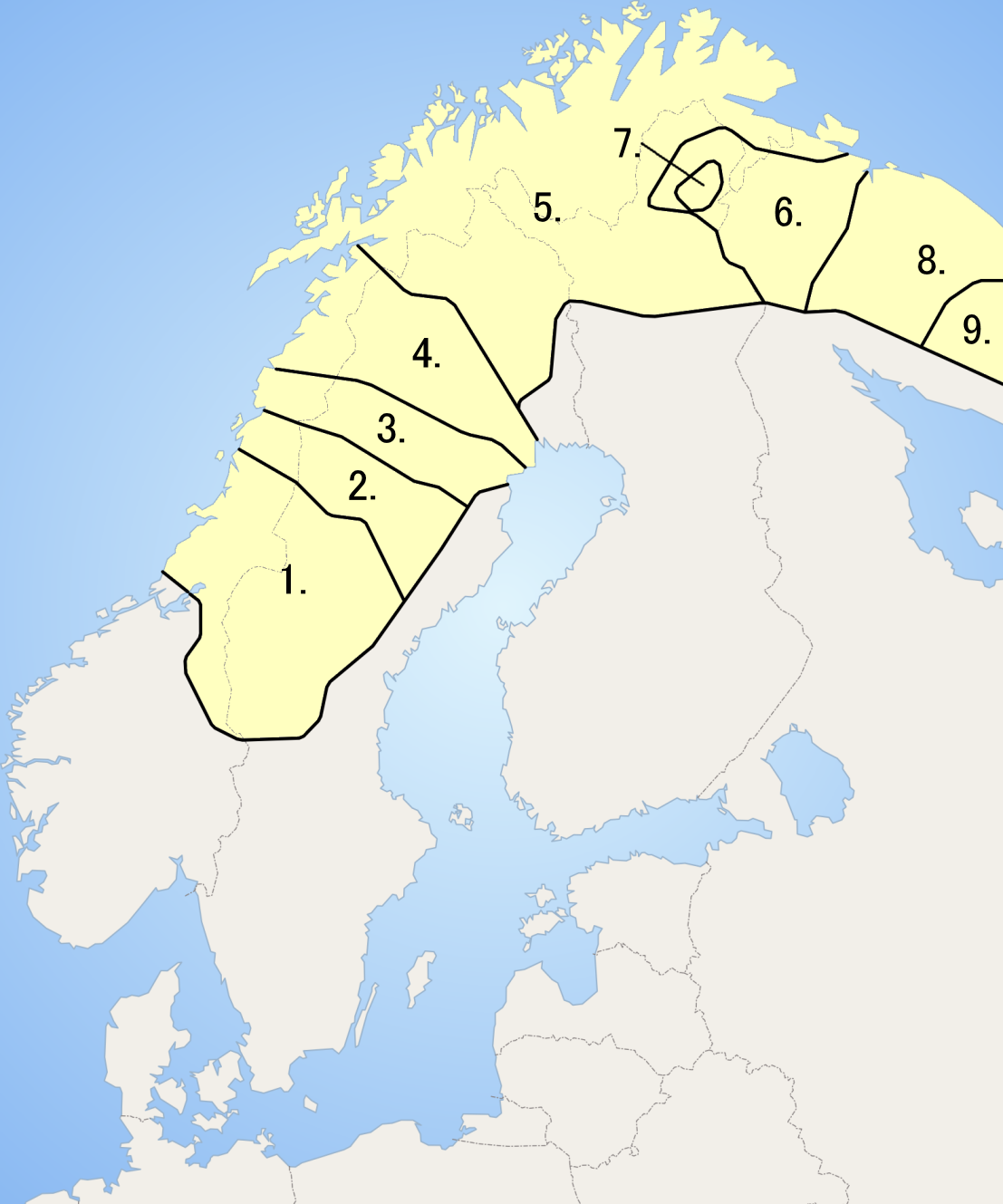
1. Zuid-Samisch. 2. Ume-Samisch. 3. Pite-Samisch. 4. Lule-Samisch. 5. Noord-Samisch. 6. Skolt-Samisch. 7. Inari-Samisch. 8. Kildin-Samisch. 9. Ter-Samisch.

Het Pite-Samisch (bidumsámegiella, Zweeds: pitesamiska, Noors: pitesamisk) is een Samische taal die, net zoals de andere Samische talen, met uitsterven bedreigd wordt. Het wordt traditioneel gesproken door de Samen in Noorwegen en Zweden.
Pite Sámi maakt deel uit van de West Samische talen, samen met Zuid-Samisch en Ume Samisch in het zuiden, Lule Sámi en Noord-Sámi in het noorden. Hiervan vertoont Pite-Samisch de grootste affiniteit met Lule Sámi, maar een aantal kenmerken vertoont ook overeenkomsten met Ume en Zuid-Samisch.